# 乞伏步颓
乞伏步颓（?—?），西秦宗室，陇西鲜卑乞伏傉大寒的儿子，乞伏司繁的弟弟，是西秦国王乞伏国仁的叔父。
前秦天王苻坚入侵东晋的时候，任命乞伏国仁为前将军，统领作为先锋的骑兵。恰巧乞伏国仁的叔父乞伏步颓在陇西反叛，苻坚派乞伏国仁回去讨伐。乞伏步颓听说后，非常高兴，到半路迎接乞伏国仁。乞伏国仁摆好酒大声说：“苻氏使民惫而耀兵，快要灭亡了，我当与诸君共同建立大业。”等到苻坚淝水之战失败后，乞伏国仁于是就胁迫各部族，部众达到了十多万人，建立西秦。